# Friedrich Kretz
Friedrich Kretz, sac, né en 1952 à Mühlhausen (Kraichgau) en Allemagne est un prêtre catholique allemand qui est recteur général des pallottins de 2004 à 2010.

## Carrière
Friedrich Kretz est ordonné prêtre en 1981. Il devient enseignant au lycée pallottin de Paulusheim à Bruchsal et vicaire à Stuttgart. Entre 1990 et 1996, il est maître des novices pallottins d'Untermerzbach, puis il est nommé provincial de la province  de la Société d'apostolat catholique du Sacré-Cœur (Allemagne). Il est élu, à la fin du mandat du P. Séamus Freeman, recteur général de la congrégation au XIXe chapitre général de Rome en 2004, fonction qu'il assume jusqu'en 2010. Le P. Jacob Nampudakam lui succède.